# 1861 en Suisse
Chronologie de la Suisse
- 1857
- 1858
- 1859
- 1860
- 1861
- 1862
- 1863
- 1864
- 1865

Cette page concerne l'année 1861 du calendrier grégorien en Suisse.

## Gouvernement au1erjanvier 1861
- Conseil Fédéral:[1]
  - Melchior Josef Martin Knüsel (PRD), président de la Confédération
  - Jakob Stämpfli (PRD), vice-président de la Confédération
  - Constant Fornerod (PRD)
  - Jonas Furrer (PRD)
  - Friedrich Frey-Herosé (PRD)
  - Giovanni Battista Pioda (PRD)
  - Wilhelm Matthias Naeff (PRD)

## Évènements

### Janvier
Mercredi 2 janvier 
- Premier numéro du Confédéré du Valais, publié à Sion (VS).

 Mercredi 16 janvier 
- Décès à Genève, à l’âge de 92 ans, du chirurgien-ophtalmologue Jean-Pierre Maunoir.

### Avril
Mercredi 17 avril 
- Fondation à Lausanne de l’Institut de musique, qui deviendra par la suite le Conservatoire de Lausanne.

### Mai
Dimanche 5 mai 
- Décès à Neuchâtel, à l’âge de 68 ans, d’Alphonse Guillebert, rédacteur du Véritable messager boiteux de Neuchâtel.

 Vendredi 10 mai 
- Un incendie, attisé par une tempête de foehn, détruit les deux tiers de la ville de Glaris. Près de 600 bâtiments sont détruits.

 Lundi 20 mai 
- Décès à Neuchâtel, à l’âge de 68 ans, de l’industriel et homme politique Erhard Borel.

### Juillet
Jeudi 25 juillet 
- Décès à Bad Ragaz (SG), à l’âge de 56 ans, du conseiller fédéral Jonas Furrer (PRD, ZH).

 Mardi 30 juillet 
- Election au Conseil fédéral de Jakob Dubs (PRD ZH).

### Août
Samedi 10 août 
- Début de la Fête fédérale de gymnastique à Soleure.

### Septembre
Samedi 21 septembre 
- Naissance à Lausanne du peintre Marius Borgeaud.

### Décembre
Mercredi 4 décembre 
- Décès à Schaffhouse d'Alexandre Corbière, maire d'Alençon